# カップ・オブ・ライフ
カップ・オブ・ライフ（原題：The Cup of Life）は、1998年5月19日にリッキー・マーティンが発表した楽曲、及び同曲を収録したシングル。

## 概要
通算5枚目のスタジオ・アルバムで、英語版としては最初のアルバムの『リッキー・マーティン』からのシングル・カットである。1998 FIFAワールドカップ（フランス）の公式楽曲として採用されたため、ヨーロッパを中心に世界中でヒットした。この曲はスペイン語版の「La Copa de la Vida」を英訳したものである。各国の週間シングルチャートでは、開催国のフランスを始め、ドイツ、スイス、ベルギー、スウェーデン、オーストラリアなどで1位を記録した。